# HD 158476
Désignations
HD 158476 est une supergéante de la constellation de l'Autel. Elle a un faible compagnon de magnitude 10,5 à une séparation angulaire de 20,0" le long d'un angle de position de 209° (en 2013).